# Anton Gregorčič
Anton Gregorčič, slovenski rimskokatoliški duhovnik in politik, * 2. januar 1852, Vrsno, † 7. marec 1925, Gorica.

## Življenje in delo
Rodil se je očetu Ivanu in materi Katarini. Ljudsko šolo je najprej obiskoval v rojstnem kraju in nadaljeval v Gorici, kjer je obiskoval tudi nemško gimnazijo ter bogoslovje. V duhovnika je bil posvečen
10. januarja 1875. Od 20. avgusta do konca oktobra 1875 je deloval kot pomožni duhovnik pri romarski cerkvi na otoku Barbana v gradeški laguni. Od 4. novembra 1875 je nadaljeval študij na dunajskem Augustineumu, kjer je 17. januarja 1879 promoviral za doktorja teologije. Po vrnitvi v Gorico je predaval filozofijo na goriškem bogoslovju in bil hkrati kaplan pri cerkvi Sv. Ignacija. Oktobra 1880 je postal suplent, 1. julija 1881 pa profesor dogmatike na goriškem bogoslovju. V politično življenje je stopil leta 1880, ko se je vključil v politično društvo Sloga, spomladi 1882 pa prevzel upravo in jeseni še uredništvo društvenega glasila Soča. Leta 1885 je bil v kuriji veleposestva prvič izvoljen v goriški deželni zbor.  

## Posvetitve
- »Krožek Anton Gregorčič – študijski center za družbeno-politična vprašanja« nosi njegovo ime
- ulica v Občini Gorica nosi njegovo ime